# Grad Švarcenek
Grad Švarcenek ali grad Završnik (nemško Schwarzenegg, v starih listinah tudi Sworznech; italijansko Nigrignano) je bil srednjeveški stolpast grad, ki je bil pozidan že na prelomu 11. in  12. stoletja ter je stal nad vasjo Podgrad pri Vremah v občini Divača na Krasu, 8 km od sedanje italijansko-slovenske meje. Grad je bil opuščen konec 18. stoletja, danes o nekdanjem gradu pričajo skromne razvaline.

## Zgodovina
Grad so njegovi gospodarji Oglejski patriarhi zgradili konec 11. stoletja, in se prvič v listinah posredno omenja leta 1096, ko se omenja vitez  Randolf von Schwarzenegg kot oglejski vazal. Sredi 13. stoletja leta 1249 se v virih omenja grad Švarcenek kot goriški in po gradu imenovani goriški ministeriali.  Ob koncu 13. stoletja grad za kratko zavzamejo Benečani, ki pa jih vojaške sile Goriških grofov preženejo in grad ostane v rokah Goriških. Tu je bilo od 1398 središče goriške uprave in sodniški sedež za Kras in Istro, od Sežane do Buzeta in Klane. Grad in gospostvo pa so dali v fevd gospodom Neuhausom iz enakoimenega gradu pri Ilirski Bistrici, ki so ga imeli do leta 1430. Grof Henrik VI. Goriški je potem grad in gospostvo dal v zastavo Martinu Raunachu. Leta 1500 je Virgil von Graben od Maksimilijana I. prejel gospostvo in grad Švarcenek. Po njegovi smrti je fevd prešel na njegovega sina Lukasa von Graben zum Stein.
V 17. in 18. stoletju je grad in posest imela plemiška rodbina baronov in grofov Petač (italijansko Petazzi), ki je imela lasti precejšen del Krasa. Njihov sedež je bil na gradu Završnik ali Švarcenek in so se po njem tudi imenovali. Leta 1622 je cesar Ferdinand II. Habsburški baronu Benvenutu Petaču prodal gradova Švarcenek in Socerb ter ga tudi povzdignil v grofa. Benvenut je leta 1630 postal tudi tržaški glavar. Leta 1651 je barona Ulderika Petača (Petazzija) na gradu Švarcenek umoril Karlo della Torre (Turn Valsassina). Leta 1700 je grad Švarcenek pogorel. Ludvik Petač je 28. maja 1711 sestavil natančen popis posesti, ki je napisan v slovenščini, kar dokazuje, da so Petači obvladali slovenščino in jih (po tem kriteriju) lahko štejemo za Slovence. V okviru Tolminskega punta, ki se je iz Tolmina razširil tudi na Kras in do posestva Petačevih, so uporni kmetje dne 8. maja 1713 vdrli na grad Švarcenek (Završnik) in od takratnega lastnika grofa Ferdinanda Petača (Petazzija) in njegovega sina Nikolaja izsilila predajo "starega urbarja" in od grofa Petazzija izsilili preveč plačane dajatve (tudi nove naklade) ter pisno zavezo, da se vrne k starim dajatvam. Naslednji dan je grofova družina pobegnila v Trst. Cesarska vojska oz. skupne krajišniške vojske pod poveljstvom Ernst Kullmayerja (tudi Kullmer) je voditelje upora odpeljala v zapor v Gorici. Po tem so Petači prenesli sedež svoje oblasti v Sežano, grad Švarcenek pa prepustili v propad oz. ruševine.